# Norrby stenar

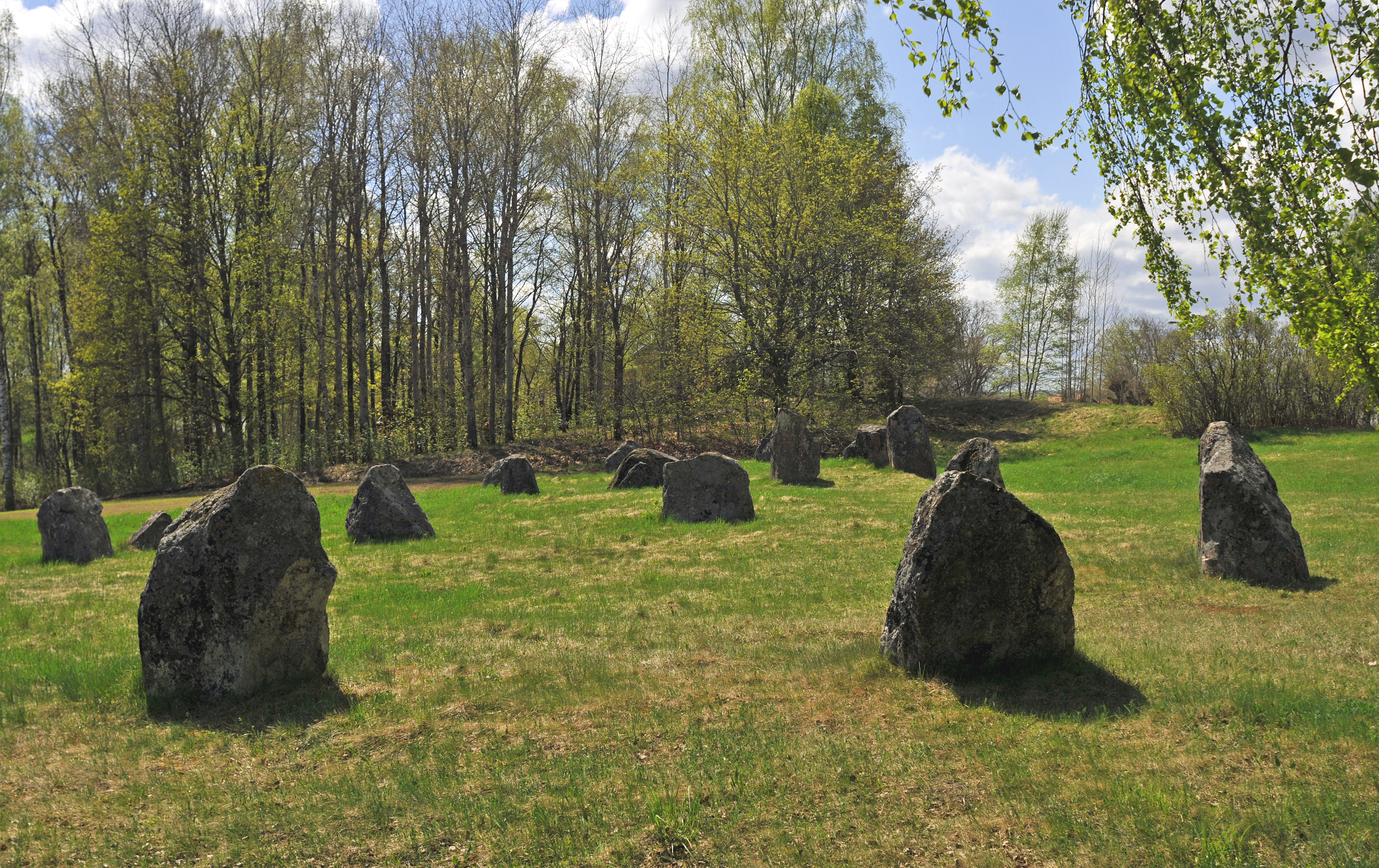

Norrby stenar är ett gravfält från folkvandringstid (ca 500 e.Kr.) beläget intill gamla vägen mellan Hallsberg och Sannahed i Hallsbergs kommun, Örebro län. Gravfältet består av fyra domarringar, grupperade två och två, och ytterligare några resta stenar. Det ligger på en rullstensås, och har beskrivits som "i sin art Svealands mest monumentala gravfält" (Lindstén).
Den största domarringen är 18 meter i diameter och består av nio stenar, vissa över två meter höga. Utöver domarringarna består gravfältet av 15 resta stenar och sex klumpstenar. Dessa är sannolikt rester av förstörda domarringar. Från platsen, som har moderna villor som grannar, har man vidsträckt utsikt över Närkeslätten. 